# Ochsenberg
Ochsenberg è una località del comune di Königsronn nel circondario di Heidenheim, nel Baden-Württemberg, in Germania.

## Geografia fisica
Il villaggio di Ochsenberg si trova nella parte orientale del Alpi sveve (Ostalb), sul bordo occidentale dell'altopiano di Härtsfeld.

## Storia
La prima testimonianza documentaria risale al 1538. Il nome del villaggio deriva dal "pascolo dei buoi (Ochsen) per il monastero, sulla montagna (Berg)".
Dopo la Battaglia di Nördlingen nel 1634 nella Guerra dei trent'anni, Ochsenberg fu incendiato come molti altri villaggi in questa zona.
Con la messa in servizio della conduttura dell'acqua di Härtsfeld nel 1891, Ochsenberg ricevette una fornitura costante di acqua potabile dalla fontana di Itzelberg.
Nel 1910 fu costruito l'odierno municipio, che fungeva anche da scuola e Caserma dei vigili del fuoco. La costruzione della rete elettrica iniziò nel 1917. Dopo 2 anni di costruzione, la chiesa viene consacrata nel 1963.

## Società

### Evoluzione demografica

Sviluppo della popolazione dal 1650
Einwohnerzahl: Popolazione; Jahr: Anno
Einwohner: Abitanti
1./2. Weltkrieg: Prima/Seconda guerra mondiale

Con l'arrivo e l'insediamento dei rifugiati dopo la Seconda guerra mondiale, il numero dei residenti è aumentato notevolmente.

### Religione

Sviluppo della popolazione dal 1825 con l'affiliazione religiosa
Religion ev: evangelico, r.-k.: cattolici, sonstige: altro

Fino alla fine della seconda guerra mondiale, la quasi totalità della popolazione di Ochsenberg professava il cristianesimo evangelico. Successivamente, il numero di residenti cattolici romani è aumentato in modo significativo a causa dei rifugiati residenti.